# Showgirl - The Homecoming Tour
Showgirl: The Homecoming Tour este un turneu susținut de Kylie Minogue pentru a promova albumul Ultimate Kylie. Turnul a pornit de unde rămăsese turneul anterior, Showgirl - The Greatest Hits Tour.

## Lista pieselor
- Overtură (The Showgirl Theme)

Act 1: Homecoming (în programul turneului. Pe DVD, această parte poartă numele de 'Showgirl')
- „Better the Devil You Know”
- „In Your Eyes”
- „White Diamond” (melodie nelansată)
- „On a Night like This”

Act 2: Everything Taboo
- „Everything Taboo Medley”
  - „Do You Dare”? (conține motive din „Step Back In Time”)
  - „Shocked” (conține movite din „It's No Secret”)
  - „What Do I Have to Do?” (conține motive din „Closer”, „Keep on Pumpin' It” și „What Kind of Fool (Heard All That Before)”)
  - „Spinning Around” (conține motive din „I'm Over Dreaming (Over You)”, „Step Back In Time”, „Finally”, „Such a Good Feeling”)

Act 3: Samsara
- „Temple Prequel” (conține elemente din „Take Me With You”)
- „Confide in Me”
- „Cowboy Style”
- „Finer Feelings” (performed by backing vocalists)
- „Too Far”

Act 4: Athletica
- „Butterfly” (Sandstorm Dub interlude)
- „Red Blooded Woman„/”Where the Wild Roses Grow”
- „Slow”
- „Kids” (Duet cu Bono din U2, Dannii Minogue, ocazional solo)

Act 5: Dreams
- Rainbow Prequel
- „Over the Rainbow”
- „Come into My World” (versiunea baladă)
- „Chocolate”
- „I Believe in You”
- „Dreams” (conține elemente din "When You Wish upon a Star")

Act 6: Pop Paradiso
- „Burning Up„/”Vogue” (Video/Dancers Interlude)
- „The Loco-Motion”
- „I Should Be So Lucky” (conține elemente din "The Only Way Is Up")
- „Hand on Your Heart”

Act 7: Dance of the Cybermen
- „Space Prequel” (conține elemente din melodia de început a serialului Doctor Who și dialogul din episodul „Rise of the Cybermen”)
- „Can't Get You out of My Head”
- „Light Years”/„Turn It into Love”

Encore
- „Especially for You”
- „Celebration” (doar la unele concerte din Marea Britanie)
- „Love at First Sight”

## Datele Turneului
| Data              | Orașul     | Țara      | Locația                       | Data Originală/Note                                               |
| ----------------- | ---------- | --------- | ----------------------------- | ----------------------------------------------------------------- |
| Australia         |            |           |                               |                                                                   |
| 11 noiembrie 2006 | Sydney     | Australia | Sydney Entertainment Centre   | 31 mai 2005                                                       |
| 12 noiembrie 2006 | Sydney     | Australia | Sydney Entertainment Centre   | 1 iunie 2005                                                      |
| 14 noiembrie 2006 | Sydney     | Australia | Sydney Entertainment Centre   | 2 iunie 2005                                                      |
| 17 noiembrie 2006 | Brisbane   | Australia | Brisbane Entertainment Centre | 4 iunie 2005                                                      |
| 18 noiembrie 2006 | Brisbane   | Australia | Brisbane Entertainment Centre | 5 iunie 2005                                                      |
| 20 noiembrie 2006 | Brisbane   | Australia | Brisbane Entertainment Centre | 6 iunie 2005                                                      |
| 23 noiembrie 2006 | Sydney     | Australia | Acer Arena                    | 19 mai 2005                                                       |
| 24 noiembrie 2006 | Sydney     | Australia | Acer Arena                    | 20 mai 2005                                                       |
| 26 noiembrie 2006 | Sydney     | Australia | Acer Arena                    | 21 mai 2005                                                       |
| 30 noiembrie 2006 | Adelaide   | Australia | Adelaide Entertainment Centre | 8 iunie 2005                                                      |
| 1 decembrie 2006  | Adelaide   | Australia | Adelaide Entertainment Centre | 9 iunie 2005                                                      |
| 4 decembrie 2006  | Perth      | Australia | Burswood Dome                 | 12 iunie 2005                                                     |
| 5 decembrie 2006  | Perth      | Australia | Burswood Dome                 | 13 iunie 2005                                                     |
| 7 decembrie 2006  | Perth      | Australia | Burswood Dome                 | 14 iunie 2005                                                     |
| 10 decembrie 2006 | Melbourne  | Australia | Rod Laver Arena               | 23 mai 2005                                                       |
| 11 decembrie 2006 | Melbourne  | Australia | Rod Laver Arena               | 24 mai 2005                                                       |
| 13 decembrie 2006 | Melbourne  | Australia | Rod Laver Arena               | 25 mai 2005                                                       |
| 14 decembrie 2006 | Melbourne  | Australia | Rod Laver Arena               | 27 mai 2005                                                       |
| 16 decembrie 2006 | Melbourne  | Australia | Rod Laver Arena               | 28 mai 2005                                                       |
| 17 decembrie 2006 | Melbourne  | Australia | Rod Laver Arena               | 29 mai 2005                                                       |
| Regatul Unit      |            |           |                               |                                                                   |
| 31 decembrie 2006 | Londra     | Anglia    | Wembley Arena                 | Concert special de Anul Nou cu o numărătoare inversă până în 2007 |
| 2 ianuarie 2007   | Londra     | Anglia    | Wembley Arena                 |                                                                   |
| 3 ianuarie 2007   | Londra     | Anglia    | Wembley Arena                 |                                                                   |
| 5 ianuarie 2007   | Londra     | Anglia    | Wembley Arena                 |                                                                   |
| 6 ianuarie 2007   | Londra     | Anglia    | Wembley Arena                 |                                                                   |
| 8 ianuarie 2007   | Londra     | Anglia    | Wembley Arena                 |                                                                   |
| 9 ianuarie 2007   | Londra     | Anglia    | Wembley Arena                 |                                                                   |
| 12 ianuarie 2007  | Manchester | Anglia    | Manchester Evening News Arena |                                                                   |
| 13 ianuarie 2007  | Manchester | Anglia    | Manchester Evening News Arena | Anulat datorită unei boli a artistei                              |
| 18 ianuarie 2007  | Manchester | Anglia    | Manchester Evening News Arena |                                                                   |
| 19 ianuarie 2007  | Manchester | Anglia    | Manchester Evening News Arena |                                                                   |
| 21 ianuarie 2007  | Manchester | Anglia    | Manchester Evening News Arena | 15 ianuarie 2007                                                  |
| 22 ianuarie 2007  | Manchester | Anglia    | Manchester Evening News Arena | 16 ianuarie 2007                                                  |
| 23 ianuarie 2007  | Manchester | Anglia    | Manchester Evening News Arena | 13 ianuarie 2007                                                  |

## Personal
Producător Executiv: Kylie Minogue și Terry Blamey

Director Creativ și Designer: William Baker

Producător Muzical: Steve Anderson

Management: Kevin Hopgood

Design de Producție: Alan MacDonald

Coregrafi: Rafael Bonachela, Akram Khan și Michael Rooney

Manager al Turneului: Sean Fitzpatrick